# Henry Northcote, I barone Northcote
Henry Stafford Northcote, I barone Northcote (Londra, 18 novembre 1846 – 29 settembre 1911), è stato un politico britannico, governatore generale dell'Australia dal 1904 al 1908.

## Biografia
Henry Northcote è il secondo figlio di Sir Stafford Northcote, un membro di primo piano del partito conservatore. Egli studia a Eton e all'Università di Oxford dove si diploma, terminati gli studi Northcote entra al Ministero degli esteri.
Nel 1880 Northcote viene eletto alla Camera dei Comuni dove entra a far parte del gruppo Conservatore. Egli mantiene il suo seggio sino al 1899 e diventerà un giovane membro del Governo di Lord Salisbury. Nel 1899 Northcote viene nominato Governatore di Bombay. Non potendo ereditare, come secondogenito, il titolo nobiliare paterno, per lui verrà coniato il titolo di Barone di Northcote, ma per tutti diverrà noto come Lord Northcote. Mentre ricopre la carica di Governatore di Bombay il ministro delle colonie, Joseph Chamberlain, lo nomina Governatore Generale dell'Australia.
I primi due Governatori Lord Hopetoun e Lord Tennyson, a causa delle difficili relazioni con il governo australiano, hanno ricoperto per un breve periodo il loro incarico. Il governo britannico e quello australiano ormai desiderano un periodo di stabilità e continuità e Northcote ottiene un mandato quinquennale. La sua lunga esperienza politica e il mandato assolto a Bombay fanno di lui un candidato rassicurante e, come se non bastasse, piace sia all'opinione pubblica sia al ceto politico.

## Governatore
Una figura di Governatore stabile è provvidenziale in un momento di grave instabilità politica. Nell'aprile del 1904 si dimette il premier protezionista Alfred Deakin, al quale subentrano in rapida successione il laburista Chris Watson, il leader del partito del libero commercio George Reid e di nuovo Deakin. Sia Watson che Reid prima di dimettersi chiedono a Northcote di sciogliere il parlamento ma ottengono un netto rifiuto. All'epoca nessuno dubita che il Governatore goda di un certo margine di discrezionalità in materia e tutti i leader politici rispettano la decisione di Northcote.
Come i suoi predecessori anche Northcote si considera una sorta di ambasciatore del governo britannico e prende parte attiva nei negoziati che intercorrono tra i due governi in materia marittima. Nel 1906 in Gran Bretagna i Liberali vincono le elezioni e il conservatore Northcote vede scemare la propria influenza sul governo di Londra che ormai è controllato dai suoi avversari politici.
Nel 1907 il parlamento australiano approva una legge che limita la possibilità di ricorrere di fronte al consiglio privato del Regno Unito per ottenere la riforma di sentenze australiane. Il Governatore Generale, su istruzione di "Londra", rifiuta di controfirmare la norma provocando un grave deterioramento dei suoi rapporti con il Governo di Deakin, il quale, pur considerandosi un leale suddito dell'Impero Britannico, ritiene che non debba essere messa in discussione l'assoluta sovranità del parlamento australiano. Nel febbraio del 1908, a causa dei contrasti sorti con il governo, Northcote annuncia le sue dimissioni con un anno di anticipo sulla scadenza naturale del suo mandato e nel settembre dello stesso anno fa ritorno in Gran Bretagna dove morirà senza figli nel 1911.

## Lady Alice Northcote, DBE
Nel 1919 la moglie di Henry Stafford Northcote, Lady Alice Northcote, viene nominata Dame Commander dell'Ordine dell'Impero Britannico in 1919.